# Гришин, Сергей Владимирович
Серге́й Влади́мирович Гри́шин (1917—1994) — полковник Советской Армии, партизан Великой Отечественной войны, Герой Советского Союза (1943). 

## Биография
Родился 18 марта 1917 года в деревне Фомино (ныне — Дорогобужский район Смоленской области) в крестьянской семье. Русский. В 1935 году он окончил Дорогобужское педагогическое училище, после чего работал учителем, завучем начальной школы. 
В 1939 году был призван на службу в Рабоче-крестьянскую Красную Армию. В 1941 году он окончил курсы подготовки офицеров. С первых дней Великой Отечественной войны — на её фронтах, командовал танковым взводом. Попав в окружение, пробрался в свою родную деревню, где создал подпольную группу, которая в ноябре 1941 года выросла в партизанский отряд «Тринадцать».
В феврале 1942 года в составе партизанского соединения участвовал в освобождении Дорогобужа. С марта 1942 года отряд начал рейд по Смоленской области, а с мая 1943 года — по Белорусской ССР. В июне 1942 года отряд вырос в особый партизанский полк «Тринадцать», в апреле 1944 года — в Особое партизанское соединение «Тринадцать». Руководимое Гришиным партизанское соединение наносило противнику большие потери. Только за 1943 год полк прошёл с боями 1500 километров, разгромив 40 вражеских гарнизонов, уничтожив и взяв в плен более 14 тысяч солдат и офицеров противника. Партизаны под руководством Сергея Гришина подорвали 333 железнодорожных эшелона, 2 бронепоезда, более 1000 автомашин, 9 танков и бронемашин, 97 мостов, 2 железнодорожные станции и ряд других объектов.
Указом Президиума Верховного Совета СССР «О присвоении звания Героя Советского Союза партизанам, особо отличившимся в партизанской борьбе против немецко-фашистских захватчиков» от 7 марта 1943 года за «за отвагу и геройство, проявленные в партизанской борьбе в тылу против немецко-фашистских захватчиков» был удостоен высокого звания Героя Советского Союза с вручением ордена Ленина и медали «Золотая Звезда» за номером 3399.
На 1 мая 1944 года соединение «Тринадцать» насчитывало 1 530 бойцов, полностью вооружённых и обеспеченных боеприпасами. С января 1944 года до соединения с Красной Армией на партизанское соединение С. В. Гришина базировалась также оперативная группа Управления контрразведки СМЕРШ «Запорожцы» под командованием капитана государственной безопасности Н. Н. Селюка. В июне 1944 года соединение «Тринадцать»  провело операцию по уничтожению гарнизона Французского добровольческого легиона в деревне Круча Круглянского района Могилёвской области, отличавшегося исключительной жестокостью в карательных акциях против местного населения, в бою было убито 170 французских легионеров.
В июле 1944 года соединение «Тринадцать» соединилось с частями 5-й армии 3-го Белорусского фронта в ходе Белорусской наступательной операции, разгромив перед этим несколько колонн отступавших немецких войск. 
После окончания войны продолжал службу в Советской Армии. В 1947 году он окончил Военную академию имени М. В. Фрунзе, в 1955 году — Высшую военную академию имени К. Е. Ворошилова. В 1955—1958 годах находился на должности начальника отдела штаба армии на Дальнем Востоке. В 1949-1953 годах и с 1958 года — на преподавательской работе в военно-учебных заведениях. В 1960-х годах ему было поручено сформировать одну из первых частей армейского спецназа в СССР — 69-ю отдельную роту специального назначения в 2-й гвардейской танковой армии Группы советских войск в Германии.
Проживал в Москве. Кандидат военных наук.
Умер 25 июня 1994 года, похоронен на Троекуровском кладбище Москвы.

## Награды и звания
Был также награждён орденами Отечественной войны I степени (6 апреля 1985), Красной Звезды (26 октября 1955), «За службу Родине в Вооруженных Силах СССР» III степени (30 апреля 1975), а также рядом медалей и иностранными орденами.

## Память
- Почётный гражданин Быхова[6]. Звание «Почётный гражданин города Быхова» присвоено в 1973 году в связи с 30-летием героического прорыва Бовкинской блокады в Быховском районе, где Особый рейдовый партизанский полк «Тринадцать» проявил чудеса храбрости, сражаясь с отборными частями 4-й немецкой армии.